# Eisenbahnunfall von Barcelona
Bei dem Eisenbahnunfall von Barcelona stießen am Morgen des 11. Februar 1939 drei Züge zusammen. Mindestens 32 Menschen starben.

## Ausgangslage
Zwei Züge – mindestens einer davon war ein dreigliedriger Elektrotriebwagen – waren auf der damals eingleisigen, elektrifizierten Bahnstrecke Barcelona–Castellar del Vallès der Katalanischen Eisenbahn unterwegs, einer von Terrassa nach Barcelona, der andere in der Gegenrichtung. Heute ist dieser gesamte Streckenbereich unterirdisch geführt und Bestandteil der Metro Barcelona.

## Unfallhergang
Zu dem Unfallhergang gibt es variierende Darstellungen. Im Bahnhof von Sarrià, einem Stadtteil von Barcelona, fuhr der Elektrotriebwagen auf einen dort stehenden Personenzug auf. Der vordere Wagen des Elektrotriebwagens wurde vollständig zerstört. Nach anderer Darstellung stießen zwei Züge, von denen einer gerade den Bahnhof „Les Planes“ verlassen hatte, bei einem Eisenbahntunnel bei Sarrià zusammen. Der zweite Zug setzte sich durch den Aufprall rückwärts in Bewegung und rollte im Gefälle nach Sant Gervasi de Cassoles hinunter, wo er mit einem dritten Zug kollidierte, der aus Barcelona kommend bergauf fuhr.
Offiziell verlautete, ein Bremsversagen habe den Unfall ausgelöst, aber auch von Sabotage ist die Rede. Der Spanische Bürgerkrieg befand sich in seiner Endphase und entsprechend interessengesteuert waren die jeweils verbreiteten Meldungen.

## Folgen
Mindestens 32 Menschen starben, nach anderen Angaben waren es 36 oder 53. Über 160 wurden darüber hinaus verletzt.